# اینگرید متسون
اینگرید متسون (به انگلیسی: Ingrid Mattson) ریاست کنونی جامعه اسلامی آمریکای شمالی است.
متسون که در مراسم نیایش افتتاحیه ریاست جمهوری باراک اوباما بعنوان دعاگو دعوت داشت، دارای دکترا از دانشگاه شیکاگو است.
برخی او را به داشتن روابط با سازمان حماس متهم کرده اند.
او از طرفداران و فعالان حقوق زنان در اسلام بوده است.